# MP3.com
MP3.com était un site internet américain créé par Michael Robertson, propriété de CNET Networks, et lancé en 1998.
Vers avril 2024, le domaine MP3.com a été discrètement mis hors ligne sans aucune redirection en place.